# روبرت بانكس (مخترع)
روبرت بانكس (بالإنجليزية: Robert Banks)‏ هو كيميائي ومهندس ومخترِع أمريكي، ولد في 24 نوفمبر 1921 في بييمونتي في الولايات المتحدة، وتوفي في 3 يناير 1989 في ميزوري في الولايات المتحدة.